# Doryopteris multipartita
Doryopteris multipartita là một loài thực vật có mạch trong họ Adiantaceae. Loài này được (Fée) Sehnem miêu tả khoa học đầu tiên năm 1972.